# Янко Маринов (музикант)
Янко Маринов е български органист, пианист и византолог. През 2000 г. е един от най-младите български стипендианти на фондацията „Алфред Тьопфер“ (Хердерова награда). Основател на консорта за стара музика Concerto Antico.

## Музикално образование и развитие
Янко Маринов е роден през 1975 в град Бургас, във фамилия на музиканти. Завършва средно образование с отличен успех в Средно музикално училище – Бургас в класа по пиано на Ваня Попова. В ДМА „П. Владигеров“ изучава орган при проф. Нева Кръстева и пиано в класовете на проф. Ст. Димитрова и Маргарита Кръстева. През летата на 1997, 1998, 1999, 2002 и 2005 г. участва в майсторския клас по орган на Жан Гийю в Цюрих. През ноември 1997 е поканен да изнесе концерт в рамките на Първи международен фестивал за органова музика в Атина, където посещава и майсторските класове на Й. Геферт, Н. Хаким, Б. Драге, Н. Кинастон.
В рамките на Хенделовата академия в Карлсруе (2002) участва както в майсторския клас по чембало на Роберт Хил и барокови концерти с оркестъра на акдемията, така и в премиерата на опери от Рейнхард Кайзер. През 2002 година става един от основателите на Органово общество към Софийска филхармония. Прави редица записи за Българско национално радио и телевизия, а през септември 2004 година е назначен за органист в Католическата катедрала „Св. Йосиф“ в град София, пост, на който остава и до днес.
Реализира редица записи за Националното Радио и телевизия. В репертоара му са застъпени всички органови произведения на Макс Регер, Бах, Букстехуде, Лист, творби от барокови майстори, композитори от епохата на романтизма и съвременността. Изнасял е концерти в Австрия, Германия, Словакия, Италия, Швейцария, Гърция, Полша и др. страни.
През 2015 г. става носител на ежегодната награда на БНР „Музикант на годината“ за 2014 г. Категорията в което е отличен е „Активна музикална дейност“. Като пианист има първа награда на Националния конкурс за пианисти „Димитър Ненов“ (1991), втора награда на конкурса „Светослав Обретенов“ и други.

## Научноизследователска работа
По препоръка на проф. Елена Тончева (Хердеров лауреат) през 1999 г. е удостоен с Хердерова стипендия. За периода 1999 – 2000 г. специализира гръцка палеография при Виенския университет (проф. Е. Гамилшег и О. Крестен) и изучава византийски нотации при проф. Герда Волфрам. Паралелно учи орган в класа на проф. Р. Шолц и М. Байданова.
Участва в проекти за дигитализиране и изследване на музикални паметници и е автор на редица музикологични изследвания. От 2012 г. води курсове по византийски и западни средновековни нотации към католическата катедрала в София.
Янко Маринов прилага методите на общата гръцка палеография към невменото писмо, отстрани заниманията му изглеждат почти детективски. „Налага се да притежаваш много знания: как се прави една книга, всеки скрипторий имал свои белези, всеки писач – своите особености. Някои писачи разполагат с няколко стила писмо, с няколко калиграфски стилизации и в зависимост от книгата прилагат различен шрифт.“ Маринов си е изградил методика, която му позволява да идентифицира писачи, корпуси от текстове и центрове, където се преписва църковната книжнина. Така прави свое откритие за св. Марк Евгеник, наричан от съвременниците си „втори Дамаскин“, един от музикалните му ръкописи се съхранява в България.